# 정간왕
정간왕(靖簡王, 1021년 음력 8월 25일 ~ 1069년 윤11월 4일)은 현종의 넷째 아들로, 고려 전기의 왕족, 문신이며 추존 제후왕이다. 생전의 작위는 개성국공(開城國公), 평양공(平壤公)이었다. 훗날 왕으로 추존되고 정간(靖簡)의 시호를 받았다. 본관은 개성(開城)이고, 본명은 왕기(王基)이다.

## 생애
1021년(현종 12년) 8월 25일, 현종과 원혜왕후의 아들로 연덕궁에서 태어났다. 덕종, 정종의 이복동생이며 문종의 친동생이다.
1031년(현종 22년) 홍인숭효광덕공신 수태위 겸 상서령(弘仁崇孝光德功臣 守太尉兼尙書令)에 임명되고 개성국공(開城國公)에 봉작되었다. 1034년(정종 즉위년) 수태보(守太保)로 임명되었다.
수태보 임명 책문

본지(本枝)를 굳게 하여 영원히 이어가게 한 것은 역대의 좋은 계책[令猷]이고,
보옥(寶玉)을 나누어 줌으로써 친족의 우애를 돈독히 한 것은 선왕의 아름다운 규범이니,
이러므로 척리(戚里)에게 높은 작위를 책봉하여 왕가(王家)를 지키는 울타리[藩屛]로 삼는다.
이미 으뜸가는 공로가 있거든 제왕이 내리는 총애[寵數]을 더해 준다.
아아! 너 왕기는 왕손[靈源]으로 태어나 큰 그릇으로 이름이 났으며
충정의 뜻을 돈독히 하여 몸을 부지런히 하여 나랏일을 보좌하고 있다.
이에 구석(九錫)을 내려주는 규범을 따르고 삼공(三公)의 자리를 주며,
진기한 물품과 아울러 관복[命服]도 내린다.
이제 아무 관직에 있는 아무개를 보내어 예를 갖추어 책명(冊命)을 내려 너를 수태보로 삼으니,
나머지 품계(品階)와 훈작(勳爵)은 아울러 이전의 것과 같이한다.
나의 큰 가르침[丕訓]을 체화(體化)하여 힘써 정성을 다하도록 하라.— 1034년 음력 12월 13일

문종 즉위 후에 평양공(平壤公)으로 진봉되었다. 문종 즉위 초에 평양공이 병에 걸리자 문종은 직접 어의를 보내 병을 돌보게 하였다. 1049년(문종 3년) 수태사(守太師) 겸 내사령(內史令), 1061년(문종 15년) 중서령(中書令)이 되었다.
1069년(문종 23년) 윤11월 4일 병으로 사망하였다. 그의 딸 정의왕후 왕씨는 순종의 왕비가 되었으므로 순종의 장인이 된다. 사후 정간왕(靖簡王)으로 추증되었다.
1072년(문종 26년), 교위(校尉) 거신(巨身) 등이 평양공 생전에 문종을 폐하고 평양공 왕기를 왕으로 세우려 했다는 모반사건이 발각되어 처형되고 평양공의 아들인 왕진이 해남으로 유배되었다.

## 가족 관계
| - 조부 : 안종(安宗, ?~996) - 조모 : 효숙왕태후 황보씨(孝肅王太后 皇甫氏, ?~993) - 아버지 : 현종(顯宗, 992~1031) - 외조부 : 김은부(金殷傅, ?~1017) - 외조모 : 안산군대부인 이씨(安山郡大夫人 李氏, 생몰년 미상) - 어머니 : 원혜왕후 김씨(元惠王后 金氏, ?~1022) - 형 : 문종(文宗, 1019~1083) - 누이 : 효사왕후(孝思王后, 생몰년 미상) - 덕종의 제3비 | - 아내 : 미상 - 장남 : 왕진(王璡, ?~1072) - 차남 : 왕거(王琚, 생몰년 미상) - 3남 : 낙랑공(樂浪公) 왕영(王瑛, 1043~1112) - 며느리 : 보령궁주(保寧宮主, ?~1113) - 문종의 딸 - 손자 : 승화백 왕정(承化伯 王禎, ?~1130) - 손부 : 흥수공주(興壽公主) - 숙종의 딸 - 손자 : 왕지(王禔) - 딸 : 정의왕후(貞懿王后, 생몰년 미상) - 사위 : 순종(順宗, 1047~1083) |